# Vicent Císcar Ruiz
Vicent Císcar Ruiz   (Picanya, 1888 - Picanya, 1981), fou un polític i llaurador de professió; exercí també com a secretari del motor de Giner. Fou clarinetista de la banda La Unió Musical de Picanya, coneguda popularment com la del «Canyot», fundada als anys vint del segle xx. Aficionat a la literatura popular, escrivia poesies i dècimes que, en les festes majors, es recitaven o lliuraven a les clavariesses durant les cavalcades.
Home sociable i amb un sentit de l’humor agut, milità a la UGT. En representació del Front Popular, fou elegit president de la «Comissió Gestora» de Picanya en les eleccions de febrer de 1936, i formà part de les comissions municipals d’Hisenda i d’Instrucció Pública.
Durant la Guerra Civil, ajudà indistintament a totes les persones, sense atendre a les seues idees polítiques o religioses. Cessà com a alcalde-president de la Comissió Gestora el 31 de gener de 1937, arran del Decret del Ministeri de la Governació del 4 de gener del mateix any, que establia la constitució dels nous consells municipals.
Una vegada dissolta la «Comissió Gestora» s'instaurà el «Consell Municipal de Picanya» el 1r de febrer de 1937, presidit per Vicent Escribà Martí. 